# ロバート・コヘイン
ロバート・オーエン・コヘイン（Robert Owen Keohane、1941年10月3日 - ）は、アメリカ合衆国の国際政治学者。プリンストン大学教授。

## 経歴
1941年、シカゴ生まれ。1966年、ハーバード大学で博士号を取得（主査はスタンリー・ホフマン）。スワースモア大学、スタンフォード大学、ブランダイス大学、ハーバード大学、デューク大学で教えている。1999年から2000年までアメリカ政治学会会長を務めた。米国科学アカデミー会員に選出されており、アメリカ芸術科学アカデミーのフェローでもある。

## 受賞・栄典
- 2005年：ヨハン・スクデ政治学賞を受賞。

## 研究内容・業績
- 国際関係論におけるリベラリズムの代表的論者である。
- 1970年代、ジョセフ・ナイとともに相互依存論を提唱した。その後、ネオリベラル制度論の立場から、新現実主義者と活発な論争を展開した。
- 彼はネオリアリズムの主張のうち、国家をアクターとする点、国家が生き残りのために行動する点などは受け入れるが、しかしそうした仮定をおいても、国際政治において経済や規則の果たす役割は大きいし、協調も可能である、ということを論じている。
- 日本人で教えを受けた研究者には、飯田敬輔(東京大学大学院法学政治学研究科教授)などがいる。

## 著作

### 単著
- After Hegemony: Cooperation and Discord in the World Political Economy, (Princeton University Press, 1984).
  - 石黒馨・小林誠訳『覇権後の国際政治経済学』（晃洋書房, 1998年）
- International Institutions and State Power: Essays in International Relations Theory, (Westview Press, 1989).
- Power and Governance in a Partially Globalized World, (Routledge, 2002).

### 共著
- Power and Interdependence: World Politics in Transition, with Joseph S. Nye, Jr., (Little, Brown, 1977, 2nd ed., 1989, 3rd ed., 2001).
  - 滝田賢治監訳『パワーと相互依存』（ミネルヴァ書房、2012年）
- Designing Social Inquiry: Scientific Inference in Qualitative Research, with Gary King and Sidney Verba, (Princeton University Press, 1994).

真渕勝監訳『社会科学のリサーチ・デザイン――定性的研究における科学的推論』（勁草書房, 2004年）

### 編著
- Neorealism and its Critics, (Columbia University Press, 1986).

### 共編著
- Transnational Relations and World Politics, edited with Joseph S. Nye, Jr., (Harvard University Press, 1971).
- The New European Community: Decisionmaking and Institutional Change, edited with Stanley Hoffmann, (Westview Press, 1991).
- Institutions for the Earth: Sources of Effective International Environmental Protection, co-edited with Peter M. Haas and Marc A. Levy, (MIT Press, 1993).
- After the Cold War: International Institutions and State Strategies in Europe, 1989-1991, co-edited with Joseph S. Nye and Stanley Hoffmann, (Harvard University Press, 1993).
- Ideas and Foreign Policy: Beliefs, Institutions, and Political Change, co-edited with Judith Goldstein, (Cornell University Press, 1993).
- Internationalization and Domestic Politics, co-edited with Helen V. Milner, (Cambridge University Press, 1996).
- Exploration and Contestation in the Study of World Politics, co-edited with Peter J. Katzenstein and Stephen D. Krasner, (MIT Press, 1999).
- Imperfect Unions: Security Institutions over Time and Space, co-edited with Helga Haftendorn and Celeste A. Wallander, (Oxford University Press, 1999).
- Legalization and World Politics, co-edited with Judith Goldstein, Miles Kahler and Anne-Marie Slaughter, (MIT Press, 2001).
- Humanitarian Intervention: Ethical, Legal and Political Dilemmas, co-edited with J. L. Holzgrefe, (Cambridge University Press, 2003).
- Anti-americanisms in World Politics, co-edited with Peter J. Katzenstein, (Cornell University Press, 2006).

## 日本語訳論文
- 「埋め込まれた自由主義の危機」J・H・ゴールドソープ編『収斂の終焉――現代西欧社会のコーポラティズムとデュアリズム』（有信堂、1987年）
- 「公論によるテロの非合法化と同盟政治」K・ブース・T・ダン編『衝突を超えて――9.11後の世界秩序』（日本経済評論社, 2003年）
- 「部分的にグローバル化された世界のガバナンス」猪口孝編『国際関係リーディングズ』（東洋書林, 2004年）
- 「グローバル・ガヴァナンスと民主的アカウンタビリティ」D・ヘルド・M・K・アーキブージ編『グローバル化をどうとらえるか――ガヴァナンスの新地平』（法律文化社, 2004年）
- 「テロリズム――グローバル化するインフォーマルな暴力」山本吉宣・河野勝編『アクセス安全保障論』（日本経済評論社, 2005年）